# Mali (Guinea)
Mali è un comune (in francese sous-préfecture) della Guinea, parte della regione di Labé e della prefettura di Mali.

## Collegamenti esterni

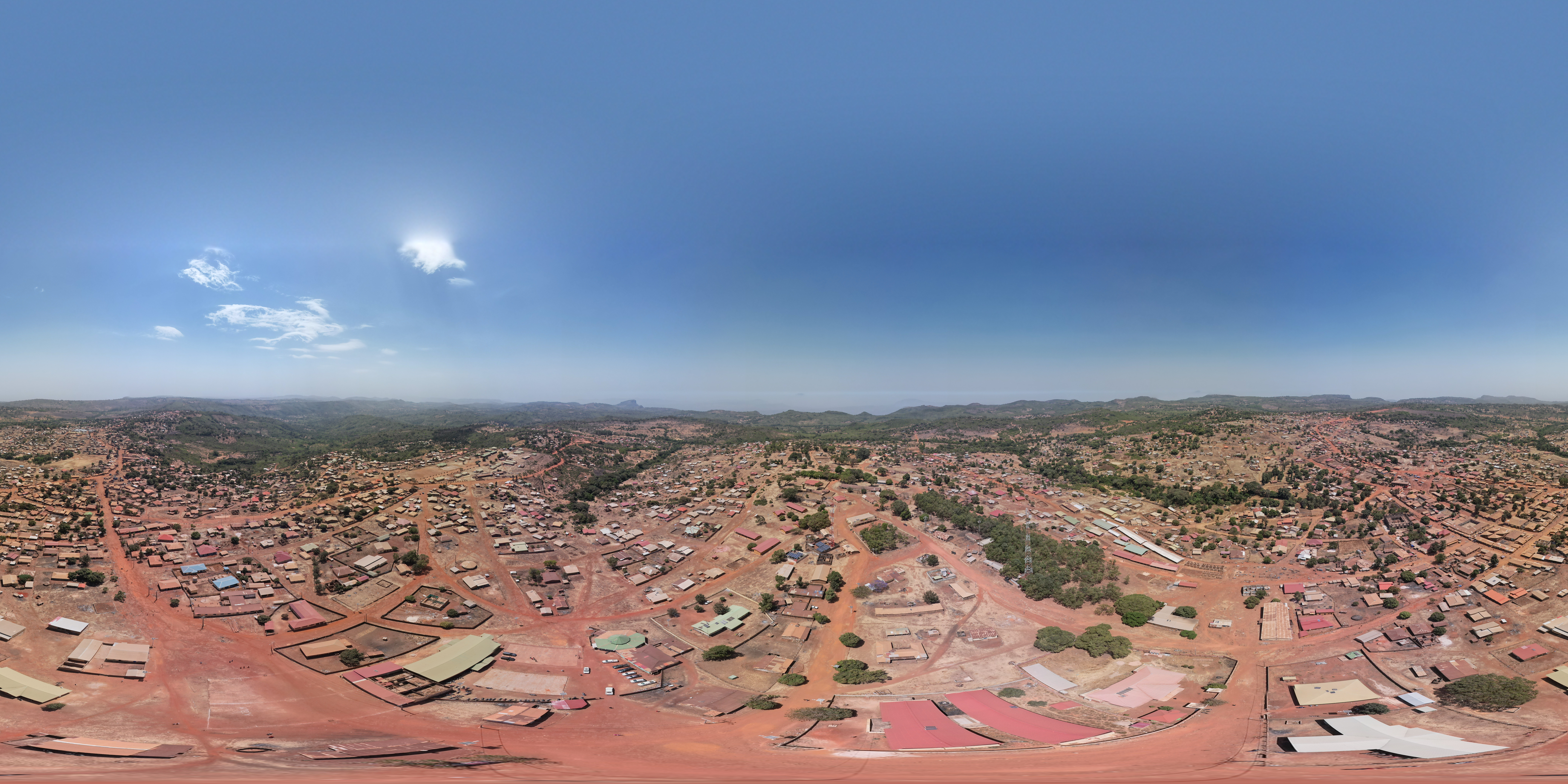
Mali, Guinea